# Michael Lai
Michael Lai (en chino tradicional: 黎小田, Hong Kong, 1946-Ibidem, 1 de diciembre de 2019), nacido como Li Tianying, fue un compositor y actor hongkonés.

## Biografía
Lai nació en 1946 de la crítica literaria Lai Cho-Tin y más tarde amigos del líder de la banda Canto-pop Joseph Koo Ka-fai.
Su padre fue el compositor Li Caotian, y su madre fue la escritora Yang Lijun, hermana de la danza moderna coreógrafa Helen Lai.
A los cinco años  comenzó su carrera en el cine. Lai fue educado Heung. A los 15 años, fue a estudiar al Reino Unido. Después de regresar a Hong Kong, asistió a Lasha College y Xinfa College Prince Edward School (escuela preparatoria, escuela de la tarde).
Lai apareció por primera vez en la escena musical en la década de 1950, pero también haría una serie de pequeñas pero notables apariciones como actor de cine desde la década de 1950 hasta la de 1990.
Se desempeñó como director de orquesta en la década de 1960. En 1973, ganó el tercer lugar en la primera Competencia por invitación de composición de TVB y comenzó su carrera como creador. 1975 se unió a Li TV con Nancy Sit presentó el programa "golondrina y la Oda".
A mediados de la década de 1970, su carrera comenzó a despegar. En ese momento, la mayoría de las canciones temáticas del drama televisivo de Li Li se formaron en colaboración con su letrista Lu Guozhan y el arreglista Au Jinbao . When People Are Travelling  y Drama Life han sido seleccionadas como las diez mejores canciones doradas chinas. Además, Li también estuvo involucrado en el campo de las canciones infantiles, como en "The Galaxy Railway 1999 " y en canciones infantiles como The Queen of the Millennium y Legend.
Murió a las 7.55 a. m. el 1 de diciembre, en el Hospital St. Paul's, Causeway Bay, a los 73 años.